# Thaiderces rimbu
Espèce
Synonymes
- Psiloderces rimbu Deeleman-Reinhold, 1995

Thaiderces rimbu est une espèce d'araignées aranéomorphes de la famille des Psilodercidae.

## Distribution
Cette espèce est endémique de Sumatra en Indonésie. Elle se rencontre dans la réserve naturelle de Rimba Panti.

## Description
La carapace du mâle holotype mesure 0,6 mm de long sur 0,6 mm et l'abdomen 0,8 mm de long et la carapace de la femelle paratype mesure 0,7 mm de long sur 0,6 mm et l'abdomen 0,9 mm de long.

## Publication originale
- Deeleman-Reinhold, 1995 : The Ochyroceratidae of the Indo-Pacific region (Araneae). The Raffles Bulletin of Zoology Supplement, no 2, p. 1-103 (texte intégral).